# Mariánskohorské boudy
Mariánskohorské boudy je horská samota v Jizerských horách nacházející se ve vzdálenosti asi 3 kilometry severovýchodně od Josefova Dolu. Samota byla původně pasteveckou osadou založenou roku 1705.

## Historie
První bouda č. p. 39 byla postavena nejspíš roku 1705 smržovskou vrchností. Tato bouda měla sloužit pro pasení panského dobytka.
Již 22. května 1709 však došlo k prodeji tohoto „budního domu“ panu Friedrichu Mitlehnerovi za 110 zlatých. Kupní smlouva obsahovala mnoho omezujících podmínek, které musel nový budař dodržovat, např. musel hlídat panský les, aby v něm nedocházelo k pytláctví nebo krádežím dřeva, a zjištěné případy musel ihned nahlásit smržovskému správci panství. Dále u sebe nesměl nikoho cizího ubytovávat a musel vést řádný a počestný manželský a rodinný život.
V kupní smlouvě byla také podmínka, že v případě „ztráty boudy“ si nesměl vybudovat další domky pro sebe ani své děti. Též nesměl pěstovat více než čtyři kusy vlastního dobytka a čtyři vlastní kozy a tato zvířata nesměla způsobovat škody spásáním lesa.
Po majiteli Friedrichu Mitlehnerovi se tato samota až do 19. století nazývala „Fricova bouda“.
Později došlo k zmírnění zákazu výstavby dalších bud, proto roku 1738 prodává Mitlehner polovinu pozemku náležejícího boudě panu Hansi Georgu Siedelovi za 65 zlatých. Siedel staví domek č. p. 38.
Později na Mitlehnerově půlce ještě vzniká domek č. p. 123 a na Seidlově části domek č. p. 90.
Mimo pastvy dobytka byla budaři provozována i další řemesla, např. dřevorubectví, čihařství, pálení dřevěného uhlí a kamenictví.
Když se stává správcem smržovského panství pan Wolf, tento kolem roku 1800 zasílá bratřím Seidlovým z č. p. 38 upomínku, že dluží 312 zlatých a 15 krejcarů za dřevo a pokud neuhradí dlužnou částku do 14 dnů, hrozí jim zabavení majetku. Ti dlužný obnos nesehnali, a tak byli nemilosrdně vystěhováni, vše jim bylo zabaveno a obě rodiny bratří byly i s nemluvňaty vyhnány do cizích zemí.
Seidlové proto napsali proti jednání smržovského správce Wolfa stížnost zemskému i dvornímu úřadu. Jejich stížnost byla vyslyšena, a tak se Seidlové mohli vrátit zpět na Boudy.
Wolf se však chtěl Seidlům pomstít, a tak navedl v blízkém okolí dopadenou bandu lupičů, aby křivě svědčila proti Franzi Seidlovi. Ten byl na základě obvinění odveden v poutech a bez možnosti obhajoby převezen do mladoboleslavské věznice. Franz se ve zhoršeném zdraví vrátil z vězení až po pěti měsících s úředním potvrzením své neviny.
Poté, co se Franz Seidl zotavil, sepsal žalobu proti správci Wolfovi a žádal o odškodnění své osoby směřované majiteli panství, hraběti Františku Antonu des Foursovi. Ten jej vyzývá o strpení ve vyřizování této věci. Výsledek sporu není znám.
Kolem roku 1813 se v boudě č. p. 65 nacházel šenk. V něm hospodařil budař pro svůj vzrůst přezdívaný „Der Bauden-Lange“, tj. Budní Dlouhán.
Během 19. století, s rozvojem průmyslu v podhůří (sklářství) a úpadkem horských řemesel (čihařství, uhlířství) budaři (jmenovitě budařové Schneider, Filip, Štěpán) postupně odcházejí do údolí a prázdné příbytky skupuje majitel panství.
Boudy potom sloužily pro ubytovávání lesních dělníků, především ze Šumavy, kteří sem jezdili sezónně vypomáhat s těžbou a zpracováním dřeva v tamějších lesích.
V té době Mariánskohorské boudy přecházejí pod obec Mariánská hora, což vysvětluje změnu názvu „Fritzovy boudy“ na ten současný.

## Současnost
V současné době (2015) se na místě nacházejí čtyři objekty. První objekt ev. č. 702 ve směru od Josefova Dolu, nalevo u cesty, jehož nynějším majitelem je státní organizace Agentura ochrany přírody a krajiny ČR, je opuštěný a již značně chátrá.
Druhý objekt ve směru od Josefova Dolu, těsně za rozcestím, ev. č. 833, od CHKO Jizerské hory odkoupil a opravil liberecký pozemkový spolek Čmelák Českého svazu ochránců přírody. Objekt slouží k rekreacím členům Spolku i veřejnosti.
Třetím objektem (ev. č. 700), nahoře u silnice na Smědavu (odbočka vlevo) je již nově přestavěná chata patřící taktéž Agentuře ochrany přírody a krajiny. Slouží jako terénní stanice ochránců přírody Správy CHKO Jizerské hory.

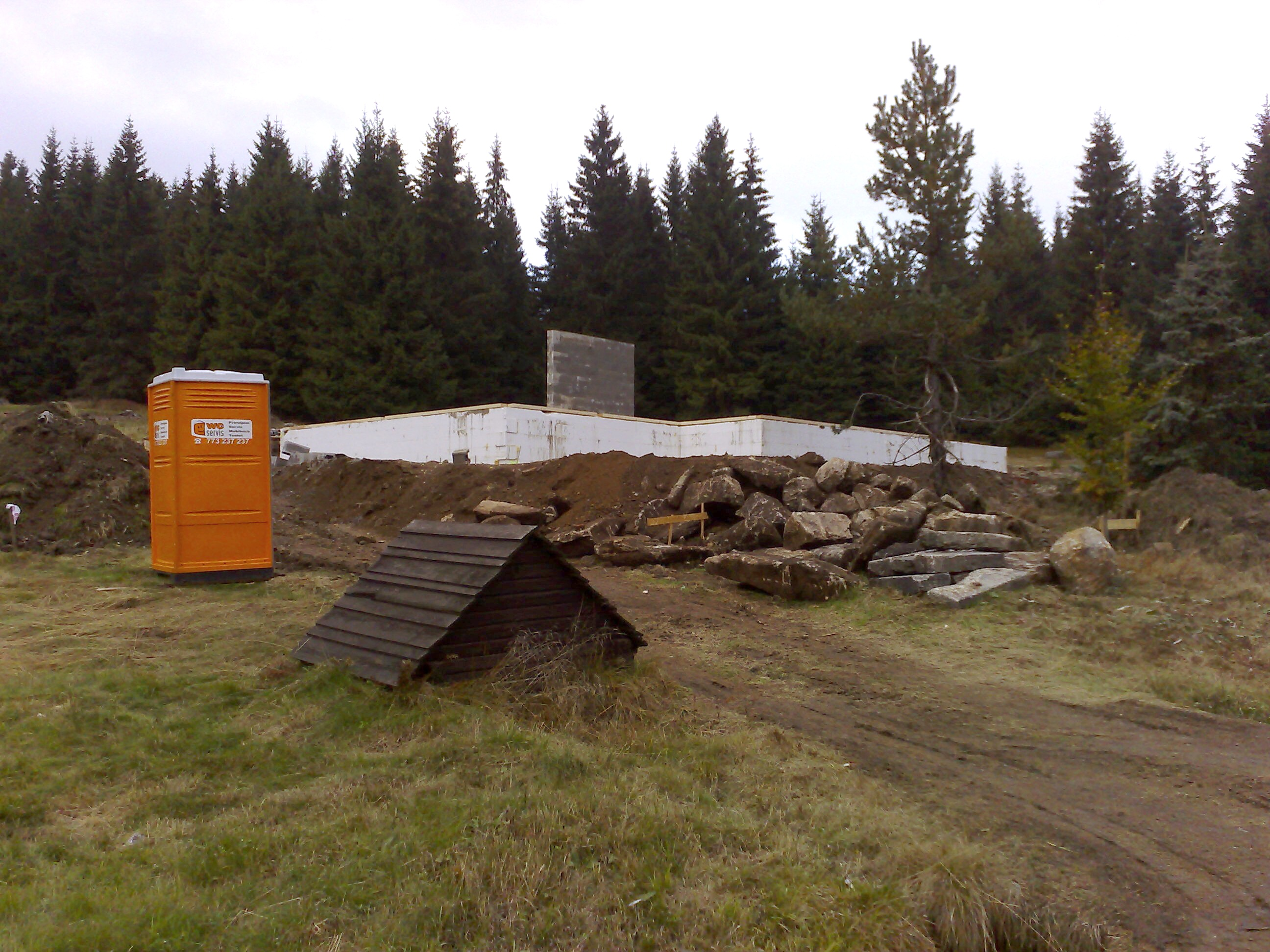
Podzim 2015. Zbouraný dům č. p. 65 v Mariánskohorských boudách a stavba základů nového objektu.

Poslední objekt, dům č. p. 65 nahoře u cesty vedoucí k Protržené přehradě, patřil Lesům ČR. V roce 2009 byl tento dům prodán právníku Josefu Kučerovi, který ho dál prodal se ztrátou v roce 2015 společnosti Levanders, jejímž jednatelem je bývalý pražský primátor Pavel Bém. Následně byl stávající dům zbořen a na jeho základech vybudována nová dřevostavba.